# Virgin MVR-02
O MVR-02 foi o modelo de carro de corrida da equipe Virgin para a temporada de 2011 de Fórmula 1. O carro será pilotado por Timo Glock e Jérôme d'Ambrosio. Seu lançamento foi realizado do dia 7 de fevereiro, durante evento no centro televisivo da emissora britânica BBC, em Londres.
O modelo é equipado com o motor Cosworth CA2011k, que foi desenvolvido para utilizar o sistema KERS, porém, o carro não possui espaço para o dispositivo.